# Семеново (Воскресенский район)
Семеново — деревня в составе Благовещенского сельсовета в Воскресенском районе Нижегородской области.

## География
Находится в правобережье Ветлуги на расстоянии примерно 18 километров по прямой на запад-северо-запад от районного центра посёлка Воскресенское.

## История
Упоминается с 1637 года. Входила в Варнавинский уезд Костромской губернии. В 1925 году было учтено 169 жителей. С 1951 года в деревне работала бригада колхоза и им. Ленина.

## Население
Постоянное население составляло 33 человека (русские 97 %) в 2002 году, 20 — в 2010.